# Marcipa dimera
Marcipa dimera är en fjärilsart som beskrevs av George Francis Hampson 1926. Marcipa dimera ingår i släktet Marcipa och familjen nattflyn. Inga underarter finns listade i Catalogue of Life.